# Бизоны
Бизо́ны, или зубры (лат. Bison) — распространённый в северном полушарии род быков, парнокопытных млекопитающих семейства полорогих (Bovidae). Состоит из двух современных видов — европейского зубра (Bison bonasus) и американского бизона (Bison bison).

## Генетика
Так же, как и настоящие быки, зубр и бизон имеют диплоидный набор из 60 хромосом (2n 60). По мтДНК Bison и Bos разделились 4,3 млн лет назад.

## Эволюция
Предком бизонов считается дикий бык из рода Leptobos, живший в плиоцене. Этот евразийский прото-бизон был родом из Индии и распространился на север. В широких азиатских степях он эволюционировал в степного зубра (Bison priscus). Из Сибири бизон перекочевал по существовавшему в плейстоцене естественному мосту в Северную Америку. Один сохранившийся в вечной мерзлоте ископаемый экземпляр, датируемый возрастом 35 тыс. лет, был найден на Аляске в 1979 году.
На степного зубра охотились кроманьонцы, которые оставили многочисленные пещерные изображения моментов охоты. В конце последнего ледникового периода он вымер в Евразии, оставив, однако, ряд отколовшихся от него видов, единственным из которых сегодня остался зубр.
По рисункам, изображающим бизонов из пещеры Альтамира в Испании, можно с уверенностью говорить о существовании тогда, как минимум, двух отличающихся друг от друга видов бизона.
В Северной Америке степные зубры разделились на несколько эволюционных ветвей. Одной из них был гигантский Bison latifrons, живший в одиночку или в небольших группах в лесах и вымерший около 13 тысяч лет назад. Другой ветвью был существенно меньший в размерах Bison antiquus, который был лучше приспособлен к жизни в прерии и жил в огромных стадах. В раннем голоцене он был, возможно, вытеснен видом Bison antiquus occidentalis, ставшим предком нынешнего американского бизона. Учитывая избирательность вымирания крупных видов древних бизонов, включая степного зубра и Bison antiquus, предполагается, что решающую роль в их вымирании сыграла охота первобытных людей.
На Северном Кавказе, в Мезмайской пещере, международный коллектив ученых исследовав ДНК извлечённые из остатков костей бизонов пришёл к выводу, что в окрестностях этой пещеры жили четыре вида бизонов.
Исследование древней ДНК показало, что на Урале 30—10 тыс. лет назад жил бизон вида X (CladeX). Это был гибрид самки тура и самца степного бизона. В отличие от митохондриальной ДНК, ядерная ДНК бизона X на 90% совпадает с ядерной ДНК степного бизона и на 10% с ядерной ДНК тура. Гибридизация произошла около 120 тыс. лет назад. Внешне кости бизона Х, первобытного бизона и зубра неотличимы. В палеолитическом наскальном искусстве доля бизонов составляет ∼21%. В пещерном искусстве видны две различные морфологические формы зубров. Первая длиннорогая форма похожа на современного американского бизона (который, как полагают, произошёл от степного бизона) с очень крепкими передними конечностями и наклонной спинной линией (Steppe bison-like morphology). Она изобиловала в живописи древнее последнего ледникового максимума (ранее 22—18 тыс. л. н.). Вторая форма с более тонкими двойными изогнутыми рогами, меньшим горбом и более сбалансированными пропорциями тела похожа на зубра (Wisent-like morphology). Она доминирует в искусстве мадленской культуры (17—12 тыс. л. н.). Аналогичным образом, в отложениях Северного моря были обнаружены две различные морфологические формы позднеплейстоценовых бизонов — Wisent и CladeX.
Из существующих в настоящее время видов не только американский бизон, но и европейский зубр к концу XIX — началу XX века были почти полностью уничтожены за счёт хищнической охоты и вытеснения с мест исконного обитания.
В прериях Северной Америки до прибытия европейцев обитали огромные стада бизонов. Позаимствовав у европейцев лошадей, индейцы с XVII века специализировались в охоте на бизонов, создав уникальную культуру, жившую исключительно за счёт охоты на них.
Тем не менее, масштабы этой охоты никогда не угрожали популяции бизонов. Эта ситуация изменилась, когда в ходе освоения белыми поселенцами Дикого запада гигантские стада бизонов были почти полностью искоренены, большей частью из-за высокого спроса на шкуры и в качестве меры по уничтожению продовольственной базы индейцев, сопротивлявшихся колонизации своих земель.
В настоящее время ведутся работы по восстановлению евразийской популяции бизонов — стадо из 90 канадских лесных бизонов завезено в Якутию (3 раза по 30), с целью реинтродуцирования на Дальнем Востоке России (см. Плейстоценовый парк). Всех якутских бизонов — прибывших и родных — сейчас 175. Из 90 «канадцев» здесь осталось 82. Допустимая убыль — 50 процентов, нормальная — четверть.

## Виды
В роде зубров 2 современных и 7 древних видов:
- Bison bonasus — Зубр
- Bison bison — Американский бизон
- † Bison alaskensis
- † Bison antiquus — древний бизон, крупный предок Американского бизона.
- † Bison francisi
- † Bison latifrons
- † Bison palaeosinensis
- † Bison priscus — Степной зубр
- † Bison sivalensis
- † Bison sylvestris

## Галерея

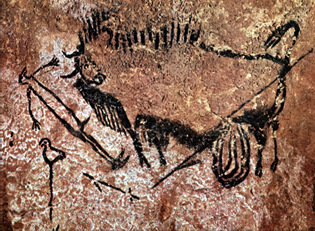
Изображение бизона и человека из пещеры Ласко (Франция)
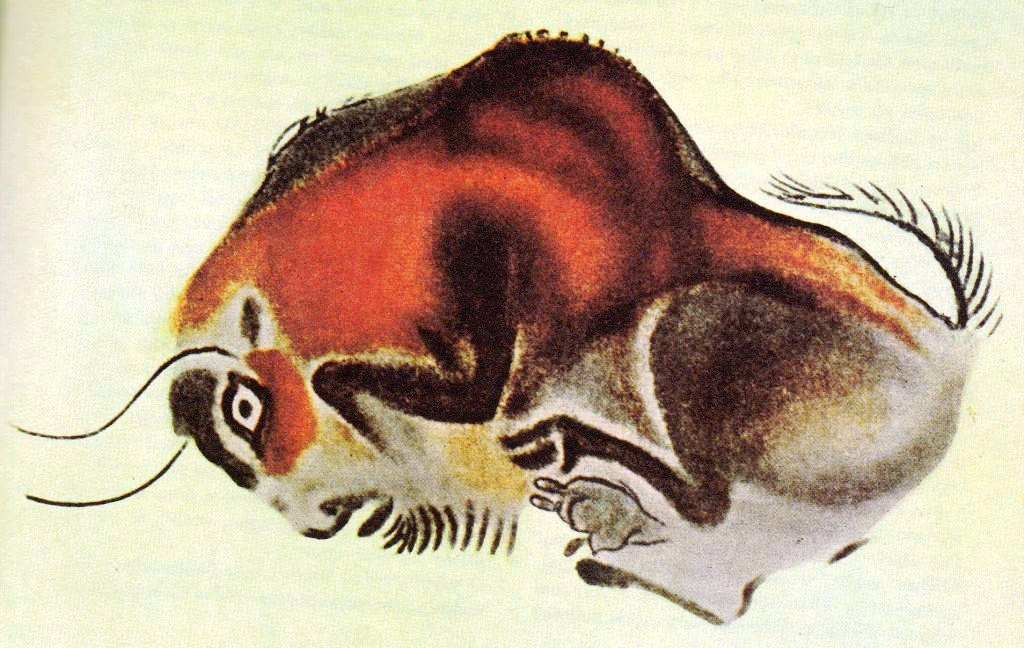
Изображение бизона из пещеры Альтамира (Испания)
Галоп